# Xara Designer Pro
Xara Designer Pro (früher Xara Xtreme) ist ein vektorbasiertes Grafik- und Zeichenprogramm. Es wird von der britischen Softwarefirma  The Xara Group Ltd. entwickelt, die seit 2007 zur deutschen Bellevue Investments Gruppe (formals MAGIX Gruppe) gehört.
Xara Designer Pro bietet eine hohe Verarbeitungsgeschwindigkeit, die durch die Programmierung in Assembler in Xaras Renderer erreicht wird.

## Die Entwicklungsgeschichte
- 1992 erschien unter dem Namen ArtWorks der erste Vorläufer von Xara Xtreme auf einem Acorn Archimedes 32-Bit-RISC-Computer und lief unter dessen Betriebssystem RISC OS. Der damals noch unter dem Namen Computer Concepts firmierende Hersteller stellte später die Entwicklung der RISC OS-Version ein und konzentrierte sich von da an auf die vorerst Xara Studio benannte Windows-Version, übertrug jedoch die Rechte zur Weiterentwicklung von ArtWorks dem deutschen Entwickler Martin Würthner, der die RISC OS-Variante seitdem als eigenständige Version weiterentwickelt und bis heute verkauft.
- 1995 bis 2000 vertrieb Corel die Software unter dem Namen CorelXARA
- Ab 2000 wurde die Software wieder vom Hersteller selbst unter dem Namen Xara X vertrieben.
- Im Jahr 2004 folgte die Version Xara X¹ mit Funktionen für die Druckvorstufe.
- Die aktuelle Version, Xara Xtreme, wurde 2005 veröffentlicht. Die Funktionen für die Druckvorstufe wurden nun ein exklusives Merkmal der später hinzugekommenen Pro-Version.
- Im November 2006 veröffentlichte der Hersteller das Produkt Xara Xtreme PRO. Neben der von Xara X¹ abgetrennten Druckvorstufe enthält es weitere Funktionen wie mehrseitige Dokumente, RAW-Import/PDF-Export und anderes, des Weiteren ist das Animationsprogramm Xara 3D enthalten.
- Zum 30. Januar 2007 übernahm die deutsche Magix AG (jetzt Bellevue Investments GmbH & Co. KGaA) die Xara Group Ltd. zu 100 %. Der Vertrieb der einfacheren Produkte erfolgte durch Magix; die Produkte, die sich an professionelle Benutzer richten, wurden weiterhin durch die Xara Group Ltd. vertrieben.
- Im Jahr 2009 veröffentlichte Magix das Programm Magix Web Designer, eine Software zur Erstellung von Webseiten. 2011 wurde dieses Programm um eine Premium-Version mit erweitertem Funktionsumfang ergänzt.
- Im Jahr 2010 wurde Xara Xtreme Pro in Xara Designer Pro umbenannt.
- Im Jahr 2013 veröffentlichte Magix das Programm Magix Page & Layout Designer zur Erstellung von Drucksachen.[1][2]
- Im Jahr 2016 übernahm die Xara GmbH, die ebenfalls zur Bellevue Investments Gruppe gehört, die Anteile der Xara Group Ltd.
- Seit 2023 erfolgt der Vertrieb aller Xara Produkte durch die Xara GmbH, d. h. die Vermarktung durch Magix wurde eingestellt.

## Verschiedene Programmversionen
Es werden zurzeit fünf verschiedene Programmversionen veröffentlicht:
- Xara Designer Pro: ist die proprietäre Vollversion für das Windows-Betriebssystem.
- Magix Foto & Grafik Designer: eine vor allem auf die Bearbeitung von Fotos optimierte Version.
- Magix Web Designer: eine vor allem auf das Erstellen von Webseiten optimierte Version.
- Magix Page & Layout Designer: eine für DTP-Anwendung optimierte Version.
- Magix 3D Maker: eine speziell auf das Erstellen von 3D-Grafiken optimierte Version

## Open-Source-Version von Xara Xtreme
Am 11. Oktober 2005 kündigte die Xara Ltd. an, eine Open-Source-Version von Xara Xtreme für die Betriebssysteme Linux und Mac OS X zu entwickeln. Am 20. März 2006 schließlich wurde die Entwicklerversion 0.3 unter der GPL freigegeben. Sie erlaubte zunächst nur das Laden von Grafiken im hauseigenen .XAR-Dateiformat. Ab der Version 0.5 beherrschte die Open-Source-Version auch Funktionen zum Speichern. Mit der zurzeit aktuellen Version 0.7 verfügt Xara Xtreme auch über Funktionen zum Importieren von SVG-Dateien.
Nur die Linux-Version wird als Open-Source-Version entwickelt und freigegeben werden. Da die Windows-Version lizenzbehafteten Code anderer Hersteller (Plugins) beinhaltet, wird die Windows-Version nach wie vor unter einer proprietären Lizenz vertrieben.